# Reiningue
Reiningue là một xã ở tỉnh Haut-Rhin trong vùng Grand Est ở đông bắc Pháp. Xã này có diện tích 18,54 km², dân số năm 1999 là 1716 người. Khu vực này có độ cao mét trên mực nước biển.